# Кершбауммаир, Натали
Натали Кершбауммаир-Тауцгенова (чеш. Natalie Kerschbaummayr-Tauchenovа; род. 4 мая 1998 года, Острава, Чехия) — чешская и австрийская конькобежка и велогонщица, 7-кратная чемпионка Австрии по конькобежному спорту.

## Биография
Натали Кершбауммаир под присмотром её матери, которая поощряла её заниматься спортом, начала заниматься конькобежным спортом в возрасте 12 лет в Хрудиме под руководством тренера Петра Новака. Через 2 года стала выступать в юношеских соревнованиях. В сезоне 2012/13 выступала под девичьей фамилией Таученова и дебютировала на юниорских Кубке мира и чемпионате мира, в котором участвовала до 2017 года с лучшим личным результатом 14-е место в забеге на 1500 м.
В 2016 году Натали участвовала на 2-х зимних юношеских Олимпийских играх в Хамаре и заняла 4-е место на дистанции 1500 м и 7-е в масс-старте. В 2018 году впервые участвовала на чемпионате Европы на отдельных дистанциях в Коломне, где заняла лучшее 5-е место в командной гонке, а следом стала 21-й в многоборье на чемпионате мира в Амстердаме.
В сезоне 2018/19 на чемпионате мира на отдельных дистанциях в Инцелле поднялась на 17-е место в масс-старте. С сезона 2019/20 года Натали приняла гражданство Австрии и в 2020 году сразу выиграла открытый чемпионат Австрии на дистанции 5000 м и стала 2-й на 500 м, а в декабре выиграла и в многоборье. В январе 2021 года стала 2-й в спринте и в масс-старте и в составе сборной поехала на чемпионат мира в Херенвен, где заняла 11-е место в полуфинале масс-старта.
В 2022 году Натали выиграла на чемпионате Австрии 5 золотых медалей и отправилась на чемпионат Европы на отдельных дистанциях в Херенвен, заняв 11-е место на дистанции 3000 м и 19-е в масс-старте.

## Велоспорт
Натали Кершбауммаир также участвовала в велогонках на национальном чемпионате Чехии в 2015 и 2016 годах.

## Личная жизнь
Натали Кершбауммаир училась в средней школе в Хотеборже, а когда стала заниматься спортом в 2010 году была переведена в начальную школу Сметана в Хотеборже. После окончания начальной школы она изучала спорт в средней школе Винцента Маковского в Нове-Место-на-Мораве.